# Tweede divisie 2025/26
Het seizoen 2025/26 is het vierentwintigste seizoen in het bestaan van de Nederlandse Tweede divisie. De voetbalcompetitie, georganiseerd door de KNVB, is het derde niveau binnen het Nederlandse voetbal, achter de Eerste divisie en voor de Derde divisie. De Tweede divisie bestaat dit seizoen uit achttien teams waarvan zestien eerste teams (standaardteams) en twee beloftenteams.
Het seizoen ging van start op 16 augustus 2025 en de laatste speelronde wordt op 23 mei 2026 gespeeld.

## Opzet
Het is van belang of we met een eerste team (standaardteam) van een voetbalvereniging of met een beloftenteam te maken hebben. Voor dit seizoen spelen er in de Tweede divisie twee beloftenteams, te weten Jong Almere City FC en Jong Sparta Rotterdam.
Voor promotie geldt:
- Indien het laagst geëindigde beloftenteam in de Eerste divisie op de plaatsen negentien of twintig eindigt, promoveert een belofteploeg rechtstreeks vanuit de Tweede divisie als die op plaats één of twee eindigt.
- Indien het laagst geëindigde beloftenteam in de Eerste divisie op de plaatsen elf tot en met achttien eindigt en een beloftenteam wordt kampioen in de Tweede divisie, vindt er een beslissingswedstrijd plaats om één plaats in de Eerste divisie.
- Indien het laagst geëindigde beloftenteam in de Eerste divisie in het linkerrijtje (top tien) eindigt, vindt er geen promotie en degradatie plaats tussen de Eerste divisie en Tweede divisie.

Voor degradatie geldt:
- De twee standaardteams die, uitgaande van alleen de eerste teams, als zestiende en zeventiende eindigen, spelen een nacompetitie voor klassebehoud met de periodekampioenen van de Derde divisie om één plaats in de Tweede divisie.
- Het standaardteam dat, uitgaande van alleen de eerste teams, als achttiende eindigt, degradeert naar de Derde divisie.
- Indien het laagst geëindigde beloftenteam in de Tweede divisie op de plaatsen zeventien of achttien eindigt, degradeert het direct naar de Onder 21-competitie.
- Indien het laagst geëindigde beloftenteam in de Tweede divisie op de plaatsen tien tot en met zestien eindigt, speelt het een beslissingswedstrijd tegen de kampioen van de Onder 21-competitie voor één plaats in de Tweede divisie.
- Indien het laagst geëindigde beloftenteam in de Tweede divisie in het linkerrijtje (top negen) eindigt, vindt er geen promotie en degradatie plaats tussen de Tweede divisie en de Onder 21-competitie.

## Speeldagen
In het algemeen worden wedstrijden tussen twee zaterdagploegen op zaterdagmiddag, tussen een zaterdag- en zondagploeg op zaterdagavond, tussen twee zondagploegen op zondagmiddag en tussen twee belofteploegen op een zaterdag of zondag gespeeld.

## Ploegen
| Ploeg                 | Plaats          | Accommodatie                 | Cap.  | Speeldag  |
| --------------------- | --------------- | ---------------------------- | ----- | --------- |
| ACV                   | Assen           | Sportpark ICT Specialist     | 5.000 | Zaterdag* |
| AFC                   | Amsterdam       | Sportpark Goed Genoeg        | 3.000 | Zondag    |
| BVV Barendrecht       | Barendrecht     | Sportpark De Bongerd         | 1.800 | Zaterdag* |
| Excelsior Maassluis   | Maassluis       | Sportpark Dijkpolder         | 5.000 | Zaterdag* |
| GVVV                  | Veenendaal      | Sportpark Panhuis            | 4.500 | Zaterdag* |
| HHC Hardenberg        | Hardenberg      | Sportpark De Boshoek         | 4.500 | Zaterdag* |
| HSV Hoek              | Hoek            | Sportpark Denoek             | 2.500 | Zaterdag* |
| IJsselmeervogels      | Spakenburg      | Sportpark De Westmaat        | 8.000 | Zaterdag* |
| Jong Almere City      | Almere          | Yanmar Stadion               | 4.000 | Zaterdag  |
| Jong Sparta Rotterdam | Rotterdam       | Sportcomplex Nieuw Terbregge | 5.000 | Zaterdag  |
| Koninklijke HFC       | Heemstede**     | Sportpark Groenendaal**      | ?     | Zondag    |
| VV Katwijk            | Katwijk-Noord   | Sportpark De Krom            | 6.000 | Zaterdag* |
| Kozakken Boys         | Werkendam       | Sportpark De Zwaaier         | 4.000 | Zaterdag* |
| Quick Boys            | Katwijk aan Zee | Sportpark Nieuw Zuid         | 8.100 | Zaterdag* |
| Rijnsburgse Boys      | Rijnsburg       | Sportpark Middelmors         | 6.100 | Zaterdag* |
| SV Spakenburg         | Spakenburg      | Sportpark De Westmaat        | 8.200 | Zaterdag* |
| De Treffers           | Groesbeek       | Sportpark Zuid               | 4.000 | Zondag    |
| RKAV Volendam         | Volendam        | KWABO-stadion                | 6.500 | Zaterdag* |

* Principiële zaterdagclubs spelen hun wedstrijden altijd op zaterdag.
** Koninklijke HFC speelt dit seizoen op Sportpark Groenendaal van RCH in Heemstede, vanwege een verbouwing van het eigen Sportpark Spanjaardslaan in Haarlem.

## Stand
| Pos | Team                  | Wed | W | G | V | Ptn | DV | DT | +/− | Promotie, kwalificatie of degradatie                                              |
| --- | --------------------- | --- | - | - | - | --- | -- | -- | --- | --------------------------------------------------------------------------------- |
| 1   | Rijnsburgse Boys      | 1   | 1 | 0 | 0 | 3   | 5  | 0  | +5  | Kampioen, zonder promotie. Vrijstelling van voorrondes KNVB Bekertoernooi 2026/27 |
| 2   | SV Spakenburg         | 1   | 1 | 0 | 0 | 3   | 4  | 0  | +4  | Vrijstelling van voorrondes KNVB Bekertoernooi 2026/27                            |
| 3   | HHC Hardenberg        | 1   | 1 | 0 | 0 | 3   | 3  | 1  | +2  | Vrijstelling van voorrondes KNVB Bekertoernooi 2026/27                            |
| 4   | Quick Boys            | 1   | 1 | 0 | 0 | 3   | 2  | 0  | +2  | Vrijstelling van voorrondes KNVB Bekertoernooi 2026/27                            |
| 5   | Kozakken Boys         | 1   | 1 | 0 | 0 | 3   | 4  | 3  | +1  |                                                                                   |
| 6   | GVVV                  | 1   | 1 | 0 | 0 | 3   | 2  | 1  | +1  |                                                                                   |
| 7   | Koninklijke HFC       | 1   | 1 | 0 | 0 | 3   | 2  | 1  | +1  |                                                                                   |
| 8   | HSV Hoek              | 1   | 1 | 0 | 0 | 3   | 1  | 0  | +1  |                                                                                   |
| 9   | De Treffers           | 1   | 1 | 0 | 0 | 3   | 1  | 0  | +1  |                                                                                   |
| 10  | IJsselmeervogels      | 1   | 0 | 0 | 1 | 0   | 3  | 4  | −1  |                                                                                   |
| 11  | BVV Barendrecht       | 1   | 0 | 0 | 1 | 0   | 1  | 2  | −1  |                                                                                   |
| 12  | Jong Sparta Rotterdam | 1   | 0 | 0 | 1 | 0   | 1  | 2  | −1  |                                                                                   |
| 13  | VV Katwijk            | 1   | 0 | 0 | 1 | 0   | 0  | 1  | −1  |                                                                                   |
| 14  | RKAV Volendam         | 1   | 0 | 0 | 1 | 0   | 0  | 1  | −1  |                                                                                   |
| 15  | Jong Almere City      | 1   | 0 | 0 | 1 | 0   | 1  | 3  | −2  | Promotie-/degradatiewedstrijden met kampioen Onder 21                             |
| 16  | AFC                   | 1   | 0 | 0 | 1 | 0   | 0  | 2  | −2  | Promotie-/degradatiewedstrijden met derdedivisionisten                            |
| 17  | ACV                   | 1   | 0 | 0 | 1 | 0   | 0  | 4  | −4  | Promotie-/degradatiewedstrijden met derdedivisionisten                            |
| 18  | Excelsior Maassluis   | 1   | 0 | 0 | 1 | 0   | 0  | 5  | −5  | Degradatie naar de Derde divisie                                                  |

## Programma/uitslagen
| Thuis \ Uit           | ACV | AFC | BVV | EXM | GVV | HHC | HOE | IJS | JAL | JSP | KAT | HFC | KOZ | QUI | RIJ | SPA | TRE | VOL |
| --------------------- | --- | --- | --- | --- | --- | --- | --- | --- | --- | --- | --- | --- | --- | --- | --- | --- | --- | --- |
| ACV                   |     |     |     |     |     |     |     |     |     |     |     |     |     |     |     |     |     |     |
| AFC                   |     |     |     |     |     |     |     |     |     |     |     |     |     | 0–2 |     |     |     |     |
| BVV Barendrecht       |     |     |     |     | 1–2 |     |     |     |     |     |     |     |     |     |     |     |     |     |
| Excelsior Maassluis   |     |     |     |     |     |     |     |     |     |     |     |     |     |     |     |     |     |     |
| GVVV                  |     |     |     |     |     |     |     |     |     |     |     |     |     |     |     |     |     |     |
| HHC Hardenberg        |     |     |     |     |     |     |     |     |     |     |     |     |     |     |     |     |     |     |
| HSV Hoek              |     |     |     |     |     |     |     |     |     |     |     |     |     |     |     |     |     |     |
| IJsselmeervogels      |     |     |     |     |     |     |     |     |     |     |     |     |     |     |     |     |     |     |
| Jong Almere City      |     |     |     |     |     | 1–3 |     |     |     |     |     |     |     |     |     |     |     |     |
| Jong Sparta Rotterdam |     |     |     |     |     |     |     |     |     |     |     |     |     |     |     |     |     |     |
| VV Katwijk            |     |     |     |     |     |     | 0–1 |     |     |     |     |     |     |     |     |     |     |     |
| Koninklijke HFC       |     |     |     |     |     |     |     |     |     | 2–1 |     |     |     |     |     |     |     |     |
| Kozakken Boys         |     |     |     |     |     |     |     | 4–3 |     |     |     |     |     |     |     |     |     |     |
| Quick Boys            |     |     |     |     |     |     |     |     |     |     |     |     |     |     |     |     |     |     |
| Rijnsburgse Boys      |     |     |     | 5–0 |     |     |     |     |     |     |     |     |     |     |     |     |     |     |
| SV Spakenburg         | 4–0 |     |     |     |     |     |     |     |     |     |     |     |     |     |     |     |     |     |
| De Treffers           |     |     |     |     |     |     |     |     |     |     |     |     |     |     |     |     |     | 1–0 |
| RKAV Volendam         |     |     |     |     |     |     |     |     |     |     |     |     |     |     |     |     |     |     |

1956/57 · 
1957/58 · 
1958/59 · 
1959/60 · 
1960/61 · 
1961/62 · 
1962/63 · 
1963/64 · 
1964/65 · 
1965/66 · 
1966/67 · 
1967/68 · 
1968/69 · 
1969/70 · 
1970/71 · 
2016/17 · 
2017/18 · 
2018/19 ·
2019/20 ·
2020/21 ·
2021/22 ·
2022/23 ·
2023/24 ·
2024/25 ·
2025/26